# Сендоло Белле, Марта
Марта Сендоло Белле (англ. Martha Sendolo Belleh; 11 марта 1945 Ганта, Нимба, Западная Африка) — либерийский политический и государственный деятель, министр здравоохранения и социального обеспечения Либерии (1981—1987).

## Биография
Представитель народа мано. Получила образование в методистской школе для девочек в Ганте. В 1968 году
окончила Каттингтонский университет в Суакоко по специальности медсестра.
До начала Первой гражданской войны в Либерии работала руководителем общественного здравоохранения в графстве Нимба. С 1981 по 1987 год занимала пост министра здравоохранения и социального обеспечения Либерии при президенте Сэмюэле Доу. В 1987 году четыре дня возглавляла кабинет министров.
В апреле 1990 года после убийства президента Сэмюэля Доу временно бежала в США.
В 2012 году опубликовала автобиографию «Годы моей жизни» (The years of my life).